# Боб Вајачек
Роберт „Боб“ Вајачек (енгл. Bob Wiacek, IPA: ; рођен 7. јануара 1953) је амерички стрип-цртач и сценариста.
Од 1971. до 1974. похађао је њујоршку Школу визуелних уметности. Каријеру стрип-цртача започео је средином 70-их година 20. века, да би краће време (1975—1976) радио у Ди-Си комиксу на стрипу Супермен и то као цртач позадине на цртежима Курта Свона. Године 1978. прелази у Марвел комикс и почиње радити као тушер на стриповима Ратови звезда (оловка: Кармајн Инфантино), The Uncanny X-Men (оловка: Џон Ромита Млађи), Power Pack (оловка: Џун Бригман), Sensational She-Hulk (оловка: Џон Берн), X-Factor и Orion (оловка: Волтер Симонсон) и Brave and the Bold (оловка: Џорџ Перез). Сарађивао је са стрип ауторима Бобом Бадјанским, Колин Доран, Роном Гарнијем, Мајком Грелом, Мајклом Нецером, Кевином Ноуланом, Доном Перлином, Билом Синкевичем и Баријем Виндзором-Смитом.
Почетком 90-их радио је као предавач на Школи за стрип у графичку уметност Џоа Куберта.